# Заславль

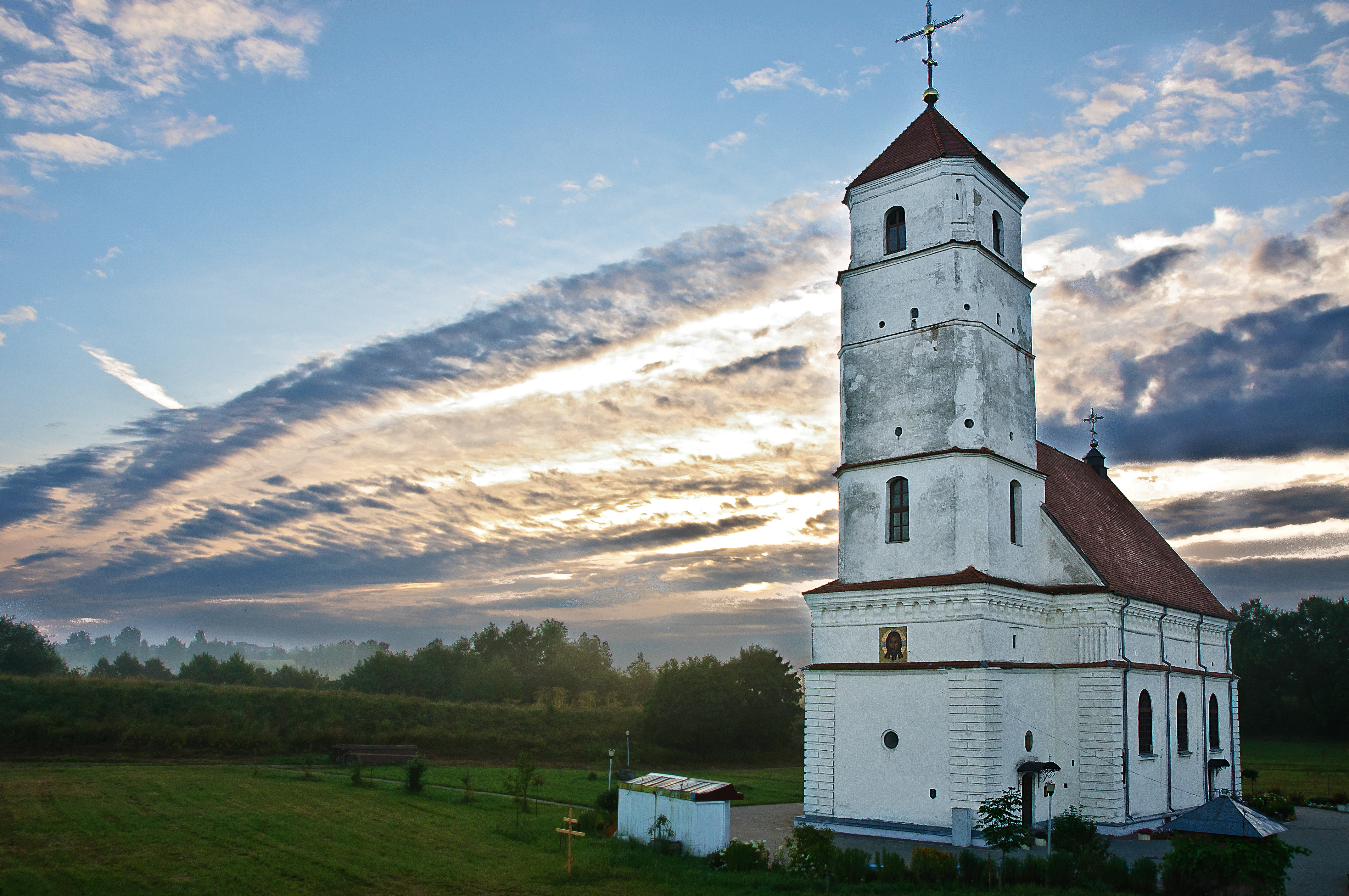
Спасо-Преображенская церковь

Засла́вль (бел. Засла́ўе) — город в Минском районе Минской области Беларуси. Находится в 12 км от Минска, на реке Свислочь при впадении её в Заславское водохранилище. Железнодорожная станция Беларусь на линии Минск — Молодечно — Гудогай. Город-спутник Минска.
Численность населения — 17 317 человек (на 1 января 2025 года).
В 2025 году Заславль отмечает 1040-летие.

## Геральдика
Герб утверждён решением городского Совета депутатов от 6 августа 1999 года № 21. Зарегистрирован в Гербовом матрикуле Республики Беларусь 6 августа 1999 года № 36.

## История

### Раннее Средневековье
Заславль — летописные варианты Изяславль (др.-рус. Изѧславль), Ижеславль, Жеславль. Согласно летописным преданиям, построен в конце X века киевским князем Владимиром Святославовичем, который отдал его жене Рогнеде и сыну Изяславу (в честь последнего и назван). Впервые упоминается в летописях под 1127—1128 годами в связи с походом великого князя киевского Мстислава Владимировича на Полоцкую землю, «на Кривичи», в ходе которого был разорён.
Место для города князь Владимир, видимо, присмотрел, когда ходил войной на ятвягов. Н. М. Карамзин, использовавший для «Истории государства Российского» сгоревшие позже в московском пожаре 1812 года летописи, относил случай с Рогнедой и Владимиром и основание Изяславля к 985 году.
В 1159 году был разграблен в ходе очередной междоусобицы — борьбы двух ветвей потомков Всеслава: сыновей минского князя Глеба и полоцкого князя Бориса. В то время это был укреплённый город, центр удельного Изяславского княжества.
Археологические раскопки дают представление о тогдашней застройке города. В слоях детинца и посада XII века найдены остатки печек-каменок. В центральной части замка в 1980 году найдены остатки трёх деревянных построек, рубленых в обло (сохранность 2-3 венца). Одна из построек обнесена срубом из двух венцов. Вдоль её стены поверх внешнего сруба обнаружен настил из плах и горбылей, уложенных перпендикулярно стене дома так, что их концы закреплялись между брёвнами внутреннего сруба. Такие постройки известны в Новгороде и Старой Ладоге.
После 1159 года Изяславль почти на два столетия исчезает из летописей. По раскопкам видно, что в середине XIII века здесь случился большой пожар.

### В составе ВКЛ и Речи Посполитой
С XIV века Изяславль был в составе Великого княжества Литовского. В литовское время стал именоваться Заславом. До XVI века считался городом (местом). В 1345 году Заславль был отдан литовским князем Кейстутом младшему брату Евнуту Гедиминовичу, от которого пошёл род князей Заславских. В 1433 году захвачен Свидригайлом Ольгердовичем и сожжён, жители взяты в плен. С 1539 года Заславль — собственность феодалов Глебовичей. Первый из заславских Глебовичей — Ян Юрьевич — был канцлером Великого княжества Литовского. Его сын Ян Янович Глебович основал в Заславле протестантскую (кальвинистскую) общину, построил протестантский храм (впоследствии Спасо-Преображенская церковь), который в XVII веке передан католикам и переосвящён в костёл Михаила Архангела. В второй половине XVI столетия в Заславле жил известный историк-кальвинист Ян Ласицкий.
В 1625 году Николаем Глебовичем были построены деревянные костёл Рождества Пресвятой Богородицы и кальвинистская церковь Преображения Господня.
В 1676 году последняя представительница заславской ветви Глебовичей Кристина Барбара вместе с мужем Казимиром Яном Сапегой основали доминиканский монастырь, отдав ему западную часть замка.
С 1678 года город является владением рода Сапег, с 1753 года — Антония Пшездецкого. В XVI веке в Заславле существовала типография, в которой была издана Библия Симона Будного (1574).
В XVII—XVIII веках город был центром Заславского графства, состоявшего из четырёх войтовств: Вязанского, Заславского, Ломжинского и Селецкого; всего 28 деревень, 6 фольварков (обособленных помещичьих хозяйств) и 13 застенков (сельских поселений на оставшейся после размежевания земле).
В конце XVII века количество домов в Заславле колебалось от 77 до 89, а число взрослых жителей от 271 до 300. В 1698 в городе было 89 домов.
В 1774 году на месте старого деревянного костёла построен кирпичный.

### В составе Российской империи
После второго раздела Речи Посполитой с 1793 года Заславль входит в состав Российской империи как местечко Минского уезда, впоследствии — центр волости.
В конце XVIII века имелись школа при костёле, при монастыре — для детей шляхтичей, еврейская школа. В монастыре имелась библиотека из 442 томов.
В 1810 году, согласно «Сведениям о числе жителей и количестве дворов в населённых пунктах Минской губернии», в городе было 50 дворов.
В 1850-е годы было имением Прушинских, которое конфисковано у них за участие в восстании 1863—1864 годов.
В 1851 году в Заславле на католическом кладбище близ стен костёла Рождества Пресвятой Девы Марии похоронен известный писатель, общественный деятель и великий магистр масонской ложи «Северный факел» Ян Ходзько, который вошел в историю культуры Беларуси, Литвы и Польши как «Пан Ян из Свислочи».
В 1873 году через местечко была проложена Либаво-Роменская железная дорога.
В 1904 году было 3 тысячи жителей, 2 школы, больница, аптека, почта, 2 церкви, костёл.

### После 1917 года
В ноябре 1917 года в Заславле был создан Совет рабочих и солдатских депутатов, установивший Советскую власть.
С февраля по декабрь 1918 года оккупирован войсками кайзеровской Германии, с июля 1919 по июль 1920 года — войсками Польши.
С 1919 года — в составе Белорусской ССР. В 1924—1959 годах был центром Заславского района. 27 сентября 1938 года местечко Заславль отнесено к разряду посёлков городского типа. По переписи 1939 года в Заславле проживало 2744 человека: 2098 белорусов, 248 евреев, 244 русских, 63 украинца, 50 поляков.
В 1941 году здесь было 620 дворов, около 3 тысяч жителей. С 28 июня 1941 года Заславль был оккупирован немецкими войсками, освобождён 4 июля 1944 года. За время оккупации было разрушено 80 % жилых строений, сожжены 4 магазина, больница, погибло 200 жителей. Евреи Заславля были согнаны в гетто и 29 октября 1941 года убиты.
С 1959 года Заславль — городской посёлок в Минском районе.
26 января 1987 года стал городом областного подчинения.
В 2000 году — VII День белорусской письменности.
С 3 октября 2006 года — город районного подчинения.
28 декабря 2007 года в городскую черту Заславля включена упразднённая деревня Хмелевка Петришковского сельсовета Минского района.
В 2009 году в связи с празднованием 65-й годовщины освобождения Республики Беларусь от немецко-фашистских захватчиков и в целях увековечения подвига воинов Красной Армии, партизан и подпольщиков Заславль награждён вымпелом «За мужнасць і стойкасць у гады Вялікай Айчыннай вайны» (Указ Президента Республики Беларусь от 29 июня 2009 года № 355).
10 августа 2014 года Заславлю придан статус города-спутника Минска.
В 2014 году — XXI День белорусской письменности.
В 2025 году Заславль отмечает 1040-летие.

## Современный город

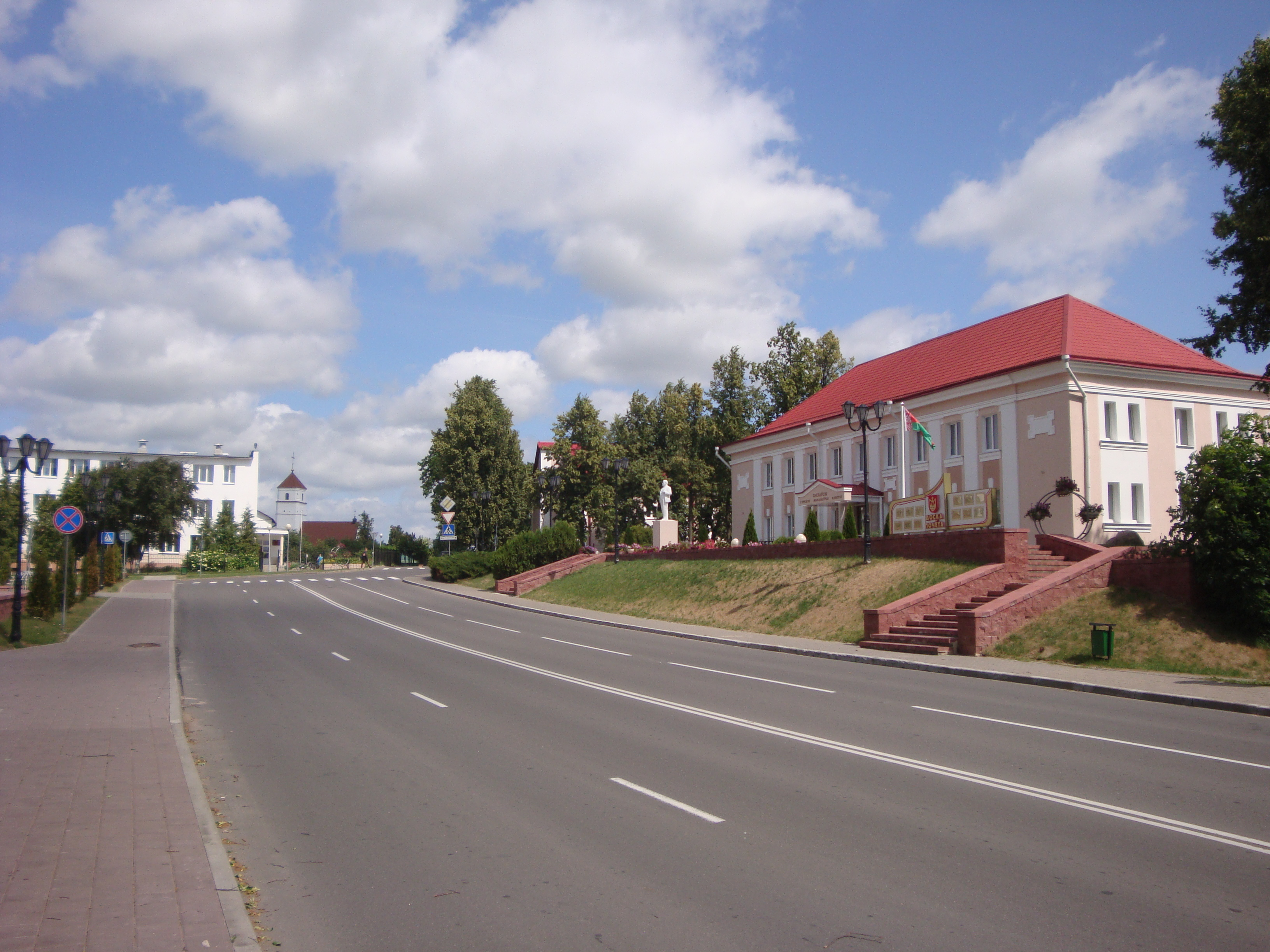
В центре Заславля

По архитектурно-планировочному решению город подразделяется на четыре микрорайона.
Первый из них — исторический центр. Здесь расположена большая часть историко-археологического заповедника, а также дома индивидуальной, главным образом старой, застройки, городской Совет, учреждения социально-культурного и бытового назначения: общеобразовательная средняя и музыкальная школы, специальная школа-интернат, комбинат бытового обслуживания, ателье, магазины, поликлиника, больница, кафе, аптеки, городская площадь, линейно технический участок № 3 МФ РУП «Белтелеком», музеи, Костёл Рождества Девы Марии, Заславский замок: Спасо-Преображенская церковь, Заславль, церковь Собора Белорусских святых. Учебная пожарная часть.
Второй микрорайон представляет собой производственный, социально-бытовой и жилой комплекс Белорусской зональной исследовательской станции по птицеводству. Детский сад и газовую автозаправочную станцию.
Третий микрорайон, расположенный за железнодорожной магистралью, является промышленным центром Заславля. В этой зоне построено большое количество многоэтажных жилых домов, библиотека, детская поликлиника, Дом культуры, магазины, рынок, аптеки, две общеобразовательных средних школы, Дом детского творчества, четыре детских сада, милиция, пожарная часть. Строительные, жилищные и производственные предприятия: ЖКУ «Заславль», ОАО «Заславльстройиндустрия», ОАО «ПМК-4», ОАО «ПМК-42», ОАО «АВТОБАЗА», УП «Минскводоканал», ООО «Мальвина».
Четвёртый микрорайон, расположенный в направлении города Дзержинска, представляет собой жилой квартал коттеджного типа. В этой зоне расположены магазины, аптека, строительный дом «МЭТР», филиал ОАО «Гродненский мясокомбинат» УП «ГМК», ООО «Заславская кондитерская фабрика», стоматология.

## Население
- 1904 год — 3 тыс. жителей
- 1939 год — 2,7 тыс. жителей
- 1991 год — 10,9 тыс. жителей
- 1992 год — 10,1 тыс. жителей
- 2004 год — 13,5 тыс. жителей
- 2006 год — 13,8 тыс. жителей
- 2009 год — 14,2 тыс. жителей
- 2011 год — 14 294 жителей
- 2016 год — 15 151 жителей
- 2017 год — 15 419 жителей
- 2018 год — 15 661 житель
- 2019 год — 17 542 человека
- 2020 год — 17 674 человека
- 2021 год — 17 701 человек[21]
- 2023 год — 17 419 человек[22]
- 2024 год — 17 404 человек[23]
- 2025 год — 17 317 человек[4]

## Культура
- Дом культуры

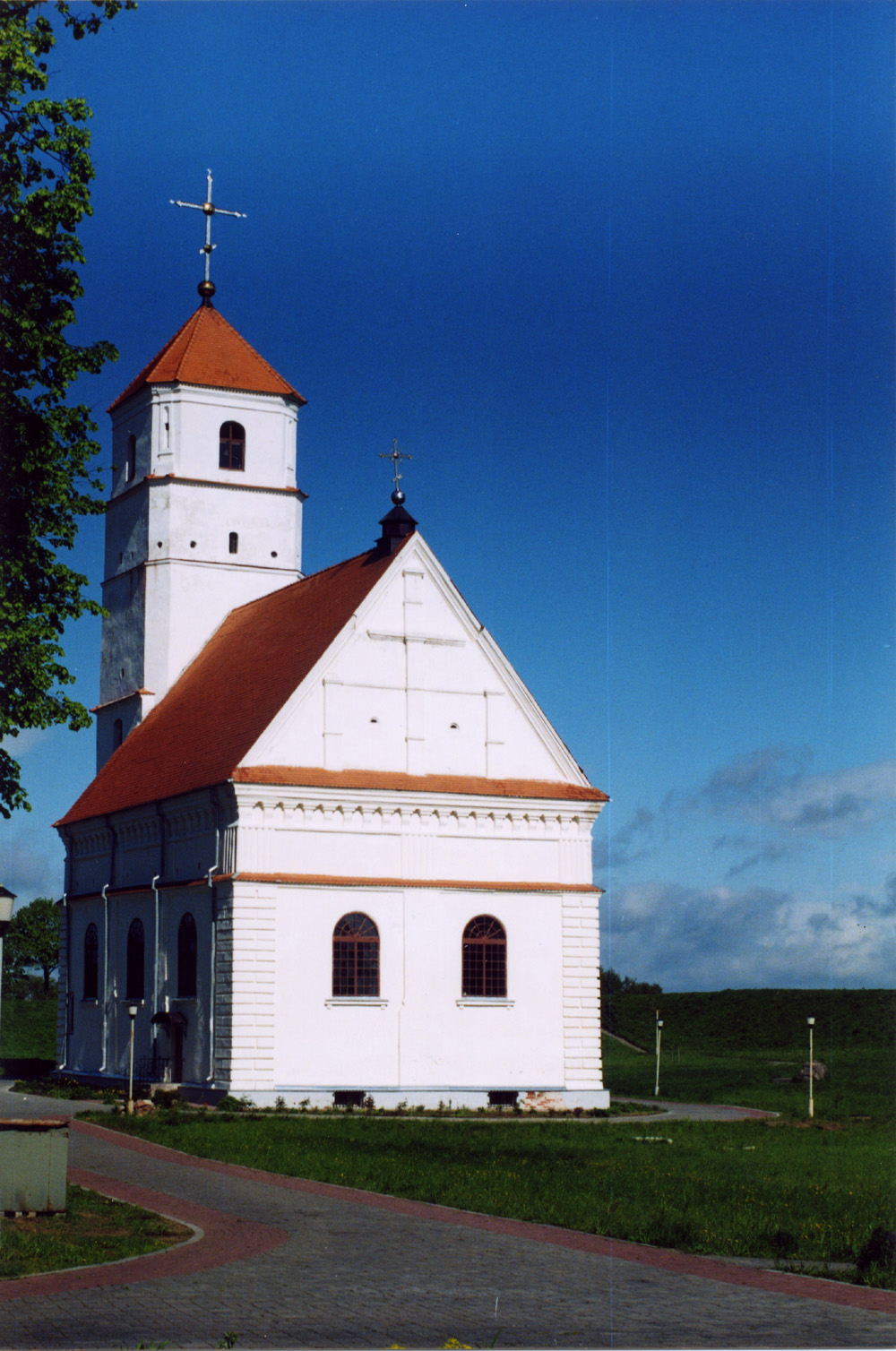
Спасо-Преображенский собор (бывший кальвинистский собор)

- «Исторический центр г. Заславль: здания и сооружения, планировочная структура и ландшафт на территории в пределах от перекрестка ул. Белова с каналом Вилейско-Минской водной системы, вдоль правого берега этого канала, правого берега р. Черница до земельных участков по ул. Набережной (нечетная сторона), вдоль западной границы земельных участков по ул. Набережной (нечетная сторона), по внутриквартальному проезду до перекрестка ул. Советской и ул. Почтовой, вдоль проезжей части ул. Светской до перекрестка с ул. Вокзальной, вдоль ул. Вокзальной и северо-западной границы земельных участков ГУ «Историко-культурный музей-заповедник «Заславль» (этнографический комплекс «Мельница» и «Кузница») до перекрестка с дренажным каналом, вдоль линии на расстоянии 100 м от дренажного канала, впадающего в канал Вилейско-Минской водной системы, вдоль правой стороны канала Вилейско-Минской водной системы до ул. Белова» —  Историко-культурная ценность Республики Беларусь, шифр 612Е000324.
- Здание, ул. Вокзальная, 5 —  Историко-культурная ценность Республики Беларусь, шифр 613Г000325.
- Здание, ул. Вокзальная, 7 —  Историко-культурная ценность Республики Беларусь, шифр 613Г000326.
- Костёл св. Марии, ул. Рыночная, 1 —  Историко-культурная ценность Республики Беларусь, шифр 613Г000328.
- Здание, ул. Рабочая, 18 —  Историко-культурная ценность Республики Беларусь, шифр 613Г000330.
- Музеефицированные объекты этнографических комплексов «Мельница» и «Кузница»: паровая мельница, дом завозников, амбар, кузница, пер. Советский —  Историко-культурная ценность Республики Беларусь, шифр 612Г000334.
- Спасо-Преображенская церковь (бывший кальвинистский собор), ул. Замковая, 6 —  Историко-культурная ценность Республики Беларусь, шифр 611Г000335.
- Городище Вал, на северной окраине г. Заславль —  Историко-культурная ценность Республики Беларусь, шифр 613В000336.
- Историко-культурный музей-заповедник «Заславль» (ул. Рыночная (или Рынковая), 4)
  - Музейно-выставочный комплекс
  - Постоянные экспозиции «Зал гобеленов», «Музыка вячорак» (выставка народных музыкальных инструментов)Музей белорусской маляванки

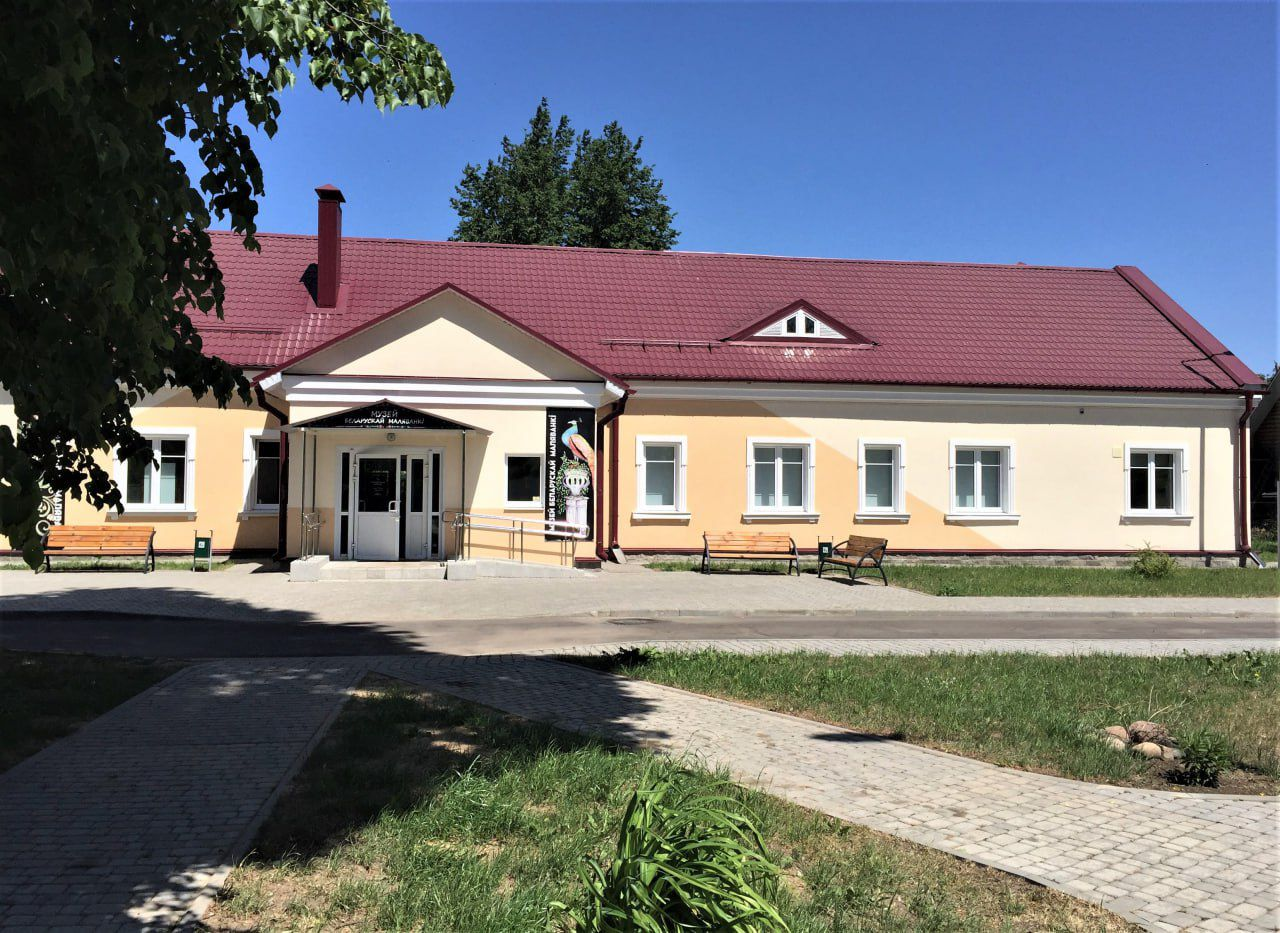
Музей белорусской маляванки

  - Торговая лавка конца XIX — начала XX в.
  - Этнографический комплекс «Мельница» и «Кузница»: паровая мельница, кузница, амбар, дом завозников
  - Детский музей мифологии и леса
  - Музей-ДОТ
  - Городище «Замэчак» (X—XII вв.), ул. Минская —  Историко-культурная ценность Республики Беларусь, шифр 613В000337
  - Городище «Вал» с бывшим кальвинистским собором (XI—XVII вв.)
  - Костёл Рождества Пресвятой Девы Марии (XVIII в.) —
  - Курганные могильники (X—XI вв.)
  - Фрагменты усадьбы Заслав (XVII—XIX вв.)
  - Музей белорусской маляванки
  - Музей под открытым небом (2025). Состоит из уличных экспозиций, каждая из которых посвящена тому или иному периоду. Расположен в центре Заславля, в его историческом парке.

## События и мероприятия
- 2000 год — VII День белорусской письменности.
- 2014 год — XXI День белорусской письменности.
- 2019 год — II Европейские игры 2019. Соревнования по гребле на байдарках и каноэ проходили на гребном канале в Заславле.
- 2023 год — в музейно-выставочном комплексе открылась экспозиция, посвящённая 120-летию со дня рождения Федоса Шинклера[24].
- 2025 год — областной фестиваль «Дажынкi».
- В 2025 году Заславль отмечает 1040-летие.

## Достопримечательности

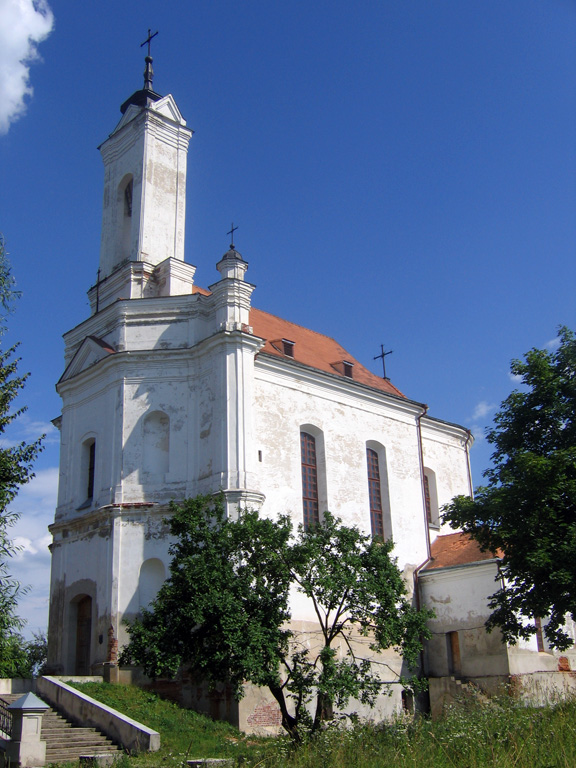
Костёл Рождества Девы Марии

- Заславский замок: Спасо-Преображенский собор (бывший кальвинистский), вал, замковые ворота, каменный крест
- Костёл Рождества Пресвятой Девы Марии
- Церковь Собора Белорусских святых
- Могила Яна Ходзьки (1777—1851) — литератора и известного общественного деятеля Беларуси и Польши. Находится близ костёла Рождества Девы Марии.
- Курганный могильник —  Историко-культурная ценность Республики Беларусь, шифр 613В000343. Расположен 0,4-0,5 км от городища Вал на левом берегу Вилейско-Минской водной системы

### Памятник, скульптура
- Памятник Рогнеде и Изяславу — бронзовая двухфигурная композиция (скульптор — Анатолий Артимович, архитектор — Игорь Морозов)
- Памятник Изяславу на Центральной площади — бронзовая фигура князя высотой пять метров (скульптор — Александр Прохоров)
- Памятник В. И. Ленину

### Утраченное наследие
- Монастырь доминиканцев (1684)
- Усадебно-парковый комплекс Пшездецких (XVIII в.)

## В филателии и нумизматике
- 20 января 2004 года в обращение выпущена почтовая марка «Герб Заславля» из серии «Гербы городов Беларуси»[25].
- 25 августа 2014 года выпущен в обращение конверт с оригинальной маркой «День белорусской письменности в Заславле»[26].
- 5 сентября 2014 года Министерство связи и информатизации Республики Беларусь выпустило в обращение почтовую марку «Заславль» из серии «Города Беларуси»[27].

## Международное сотрудничество
Города-побратимы
- Серпухов (Россия)